# تامی بل (بازیکن فوتبال، زاده ۱۹۰۶)
تامی بل (انگلیسی: Tommy Bell; ۹ نوامبر ۱۹۰۶ – ۱۹۸۳ (۷۶−۷۷ سال)) بازیکن فوتبال اهل بریتانیا بود.
از باشگاه‌هایی که در آن بازی کرده‌است می‌توان به باشگاه فوتبال لوتون تاون، باشگاه فوتبال تورکی یونایتد، باشگاه فوتبال چسترفیلد، باشگاه فوتبال ولینگ‌بورو تاون، باشگاه فوتبال مرثر تاون، باشگاه فوتبال ساوتپورت، باشگاه فوتبال بریستول سیتی، باشگاه فوتبال اسپالدینگ یونایتد، و باشگاه فوتبال نورث‌همپتون تاون اشاره کرد.